# Prise accessoire
Le terme « prise accessoire » ou « capture accessoire » (en anglais by-catch) désigne, dans le domaine halieutique, « toute capture faite pendant la pêche qui ne correspond pas aux espèces et tailles des organismes marins visés ». La prise est qualifiée d' « accessoire » lorsqu'elle est de sexe, de taille, d'âge ou d'espèce différent(e) que la prise cible.
Selon le contexte, cette expression peut avoir tout ou partie des sens suivants :

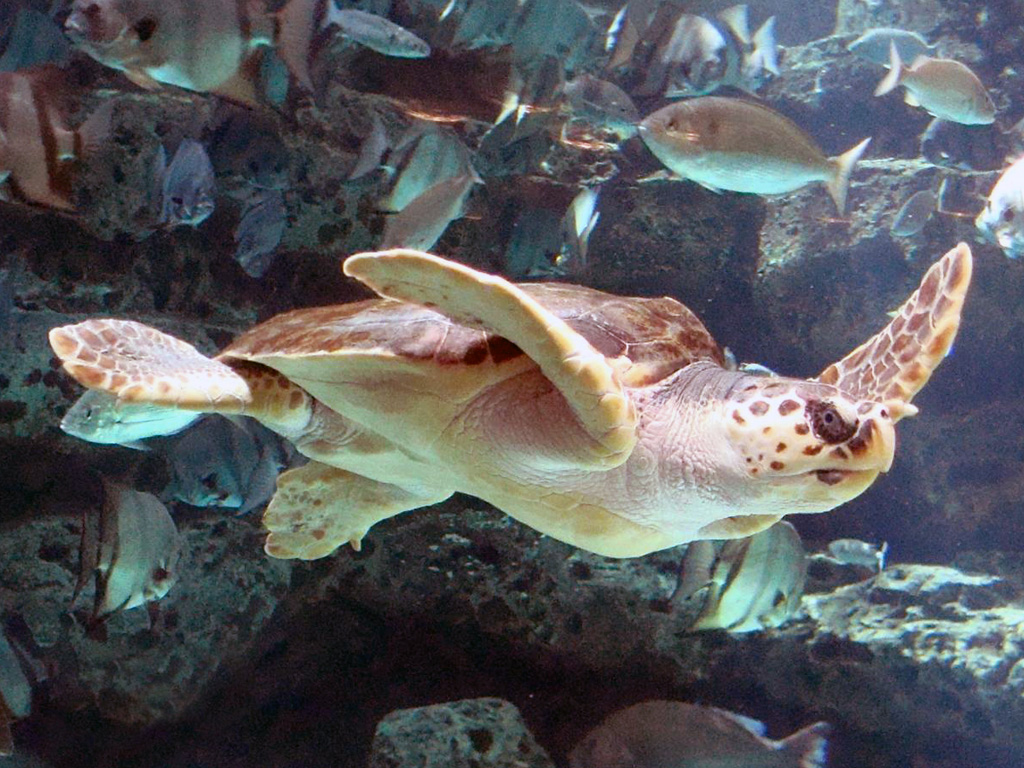
Une des espèces de tortues marines susceptibles d'être capturées par un filet de pêche

- les cétacés, phoques, loutres de mer ou tortues accidentellement et involontairement capturées dans les filets de pêche (dont les  chaluts peu sélectifs) ;
- certains oiseaux plongeurs (albatros par exemple) capturés par le filet ou un hameçon alors qu'ils tentaient de manger des poissons piégés par ces dispositifs ;
- les poissons, crustacés ou autres organismes non ciblés (espèces sans intérêt commercial, ou non commercialisables pour des raisons de taille (immatures, juvéniles) ou d'interdiction de pêche) par une pêcherie et ramenés à bord par les filets ou hameçons ;
- des espèces de poissons non visées, mais conservés ou vendus au rebut [3] ;
- des espèces indésirables d'invertébrés dont échinodermes et crustacés non commercialisables.

## Mesures de réduction

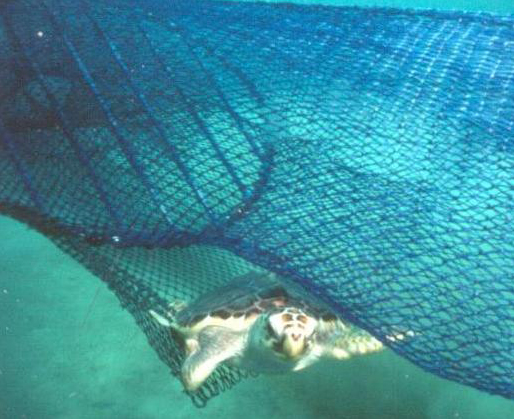
Dispositif permettant à des espèces de grande taille d'échapper à la capture dans le fond de chalut ou filet

Pour diminuer les prises accessoires diverses solutions sont testées ou en développement, telles que :
- les pingers (dispositifs sonores d'effarouchement des cétacés),
- les dispositifs d'évasion du filet, qui sont des systèmes adaptables à certains chaluts permettant à certaines espèces prisonnières du filet (cétacés ou tortues marines) de s'en échapper. Un dispositif d'exclusion des tortues mis au point aux États-Unis, a été étudié en fait non seulement pour exclure les tortues, mais aussi pour que toutes les prises accessoires de plus de 10 cm sortent indemnes des filets, notamment ceux de pêche aux crevettes.
- une meilleure connaissance des comportements et déplacement des espèces non cibles de manière à essayer d'éviter leurs zones de présence ou de migration. Ainsi la pêche crevettière de Guyane est elle particulièrement concernée car se pratiquant sur les voies de migrations de la Tortue Luth (Dermochelys coriacea) jusqu'à leurs plages de pontes[4],[5],[6].

Pour l'OCDE (définition de 1997) les prises accessoires correspondent au total des espèces mortes lors d'une opération de pêche, non compris les espèces-cibles effectivement capturées.

## Galerie

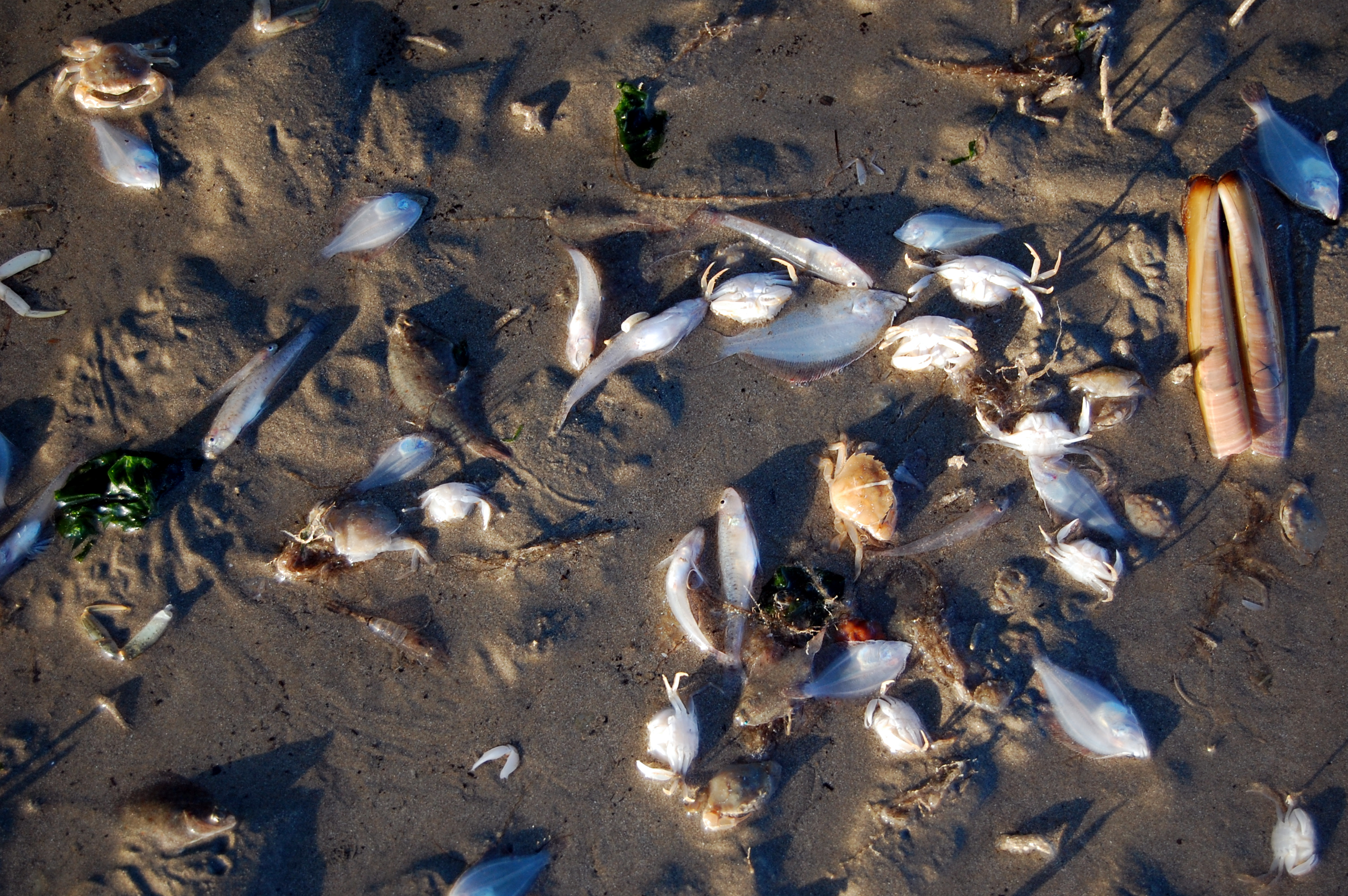
Prises accessoires de pêche à la crevette.
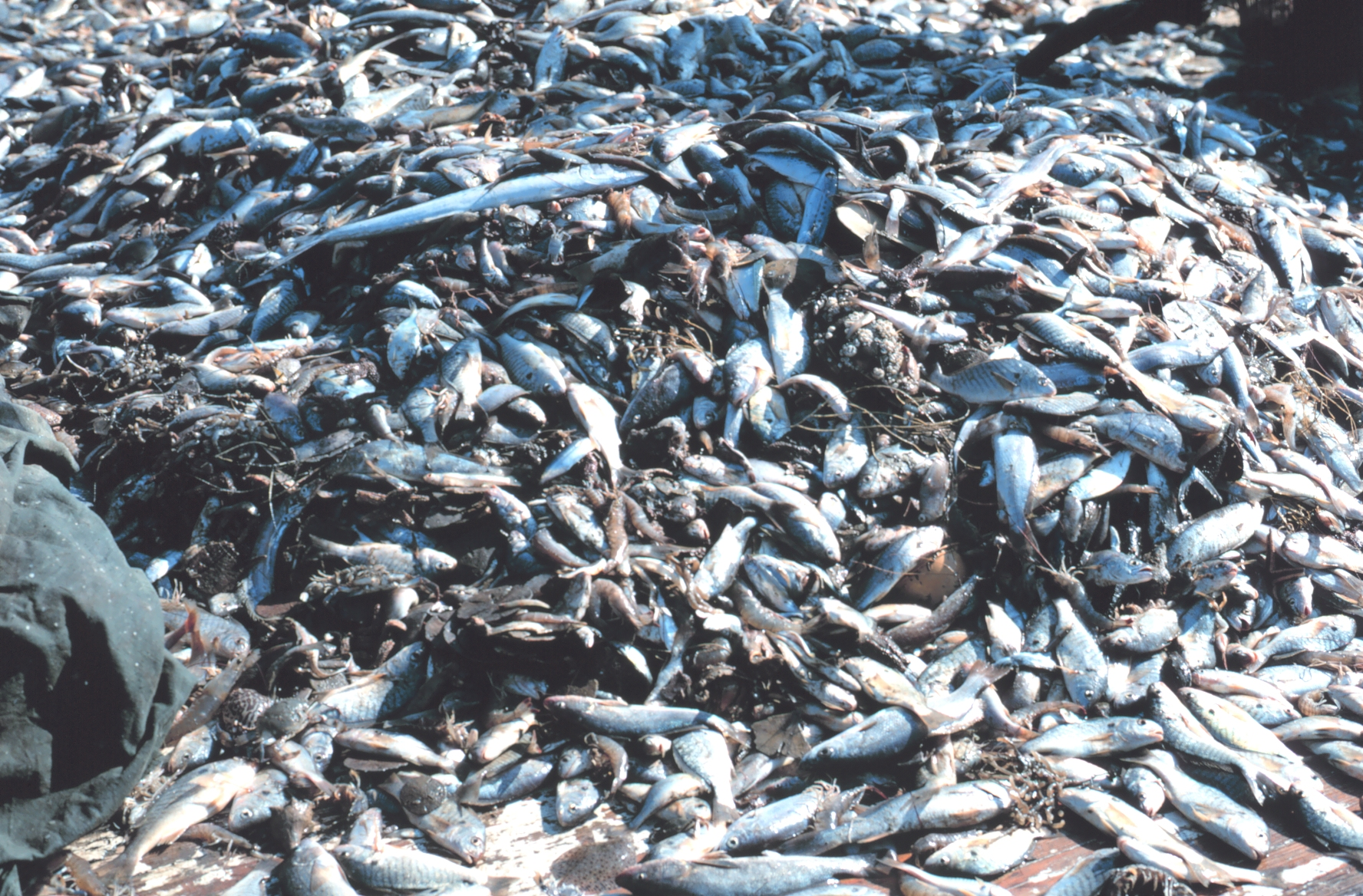
Prises accessoires de pêche à la crevette.
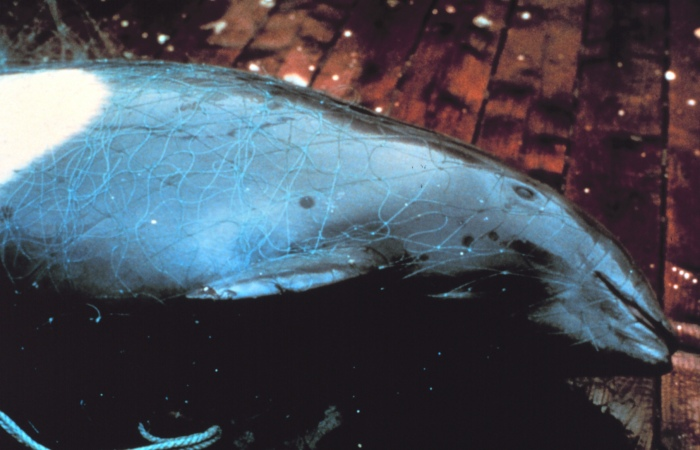
Un Marsouin de Dall mort dans un filet de pêche.

## Filmographie
- (en) Ali Tabrizi, « Seaspiracy : La Pêche en Question », sur Netflix, 2021.
- (en + fr) Mitigating Adverse Ecological impacts of open oceanfisheries - European project MADE  (film 28 min)